# Mahut x Isner em Wimbledon 2010
A disputa entre o francês Nicolas Mahut e o Norte-Americano John Isner, válida pela primeira rodada do Torneio de Wimbledon de 2010 foi uma partida de tênis que entrou para a história do esporte por ter sido a mais longa já disputada. A partida durou 11 horas e 5 minutos, e os tenistas disputaram 980 pontos em 183 games.
Em 2011, Mahut contou sobre esta partida no livro Le match de ma vie (A partida de minha vida). O livro leva a co-autoria de Philippe Bouin.

## A Partida
A partida começou a ser disputada no dia 22 de junho de 2010, mas teve que ser interrompida por duas vezes devido à falta de iluminação natural, terminando assim somente no dia 24 de junho de 2010.

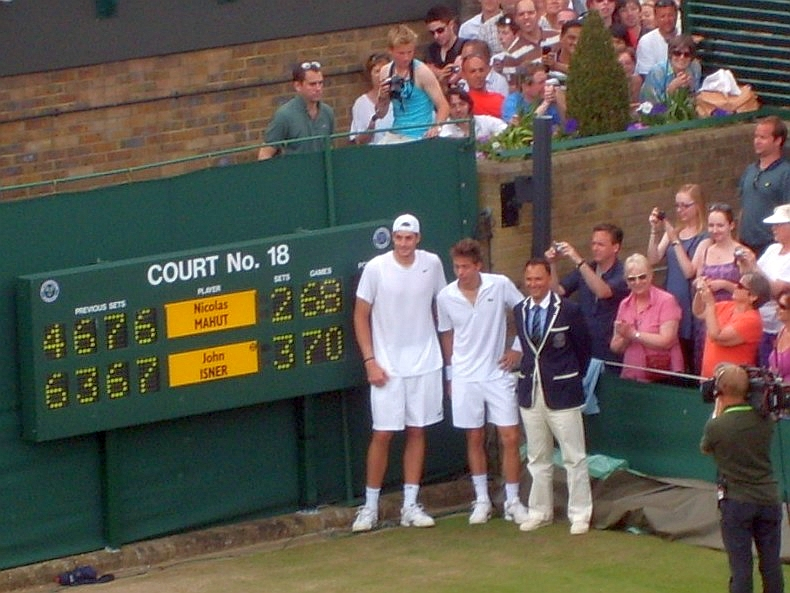
Foto histórica dos tenistas e árbitro ao lado do placar.

No dia 22, foram disputados os 4 primeiros sets. O quinto set foi disputado até o 12º game (6-5), quando teve de ser interrompido, após três horas de jogo. No dia 23, a partida foi disputada até o 59-59, quando novamente teve de ser interrompida. Uma curiosidade é que após o 50/50, o placar em tempo real do site de Wimbledon entrou em pane. O marcador passou a exibir 1/0 Isner, em vez de 51/50. O tempo total de jogo também desapareceu da tela. O placar da Quadra 18 apagou. Os games eram narrados pelo árbitro de cadeira, Mohamed Lahyani.
No dia 24, a partida teve reinicio as 11h34 (de Brasília). Isner só conseguiu superar o rival as 12h48 (de Brasília), quando quebrou o saque do adversário.
A organização do Grand Slam britânico reconheceu o feito e, ainda na Quadra 18, onde o jogo foi disputado nos três dias, prestou uma homenagem aos dois tenistas. O britânico Tim Henman entregou lembranças a ambos e, após entrevistas ainda na grama, os dois posaram ao lado do placar com o árbitro de cadeira, Mohamed Lahyani.
| Set               | 1      | 2      | 3      | 4     | 5     |
| ----------------- | ------ | ------ | ------ | ----- | ----- |
| Nicolas Mahut (Q) | 4      | 6      | 79     | 63    | 68    |
| John Isner (23)   | 6      | 3      | 67     | 7     | 70    |
| Duração           | 32 min | 29 min | 49 min | 1h04m | 8h11m |

### Resumo da partida
Todas as horas na Horário britânico de verão (UTC+1)
Terça-feira 22 de Junho de 2010
- 6:13 pm – Início da partida
- 9:07 pm – Partida suspensa no quinto set devido à falta de iluminação natural

Quarta-feira 23 de Junho de 2010
- 2:05 pm – Reinício da partida
- 5:45 pm – Partida bate o recorde de mais longa
- 9:10 pm – Partida suspensa em 59-59 (quinto set) devido à falta de iluminação natural, após exatas 10 horas de partida.

Quinta-feira 24 de Junho de 2010
- 3:43 pm – 2o Reinício da partida.[6]
- 4:48 pm – Após 11:06hs a partida chega ao fim.

### Estatísticas
| John Isner       | Estatísticas                           | Nicolas Mahut    |
| ---------------- | -------------------------------------- | ---------------- |
| 361 de 491 = 74% | % 1o serviço                           | 328 de 489 = 67% |
| 10               | Duplas faltas                          | 21               |
| 52               | Erros Não-forçados                     | 39               |
| 292 de 361 = 81% | % Pontos Conquistados com o 1o serviço | 284 de 328 = 87% |
| 82 de 130 = 63%  | % Pontos Conquistados com o 2o serviço | 101 de 161 = 63% |
| 246              | Winners (Bolas Vencedoras)             | 244              |
| 104 de 489 = 21% | % Pontos conquistados sem o saque      | 117 of 491 = 24% |
| 2                | Return Games Won                       | 1                |
| 2 de 14 = 14%    | Break-points                           | 1 of 3 = 33%     |
| 97 em 144 = 67%  | Aproximações a rede                    | 111 em 155 = 72% |
| 478              | Pontos Conquistados (Total)            | 502              |
| 92               | Games ganhos                           | 91               |
| 113              | Aces                                   | 103              |
| 143 mph          | Saque mais rápido                      | 128 mph          |
| 123 mph          | Média velocidade do saque (1o serviço) | 118 mph          |
| 112 mph          | Média velocidade do saque (2o serviço) | 101 mph          |

## Prêmios
| Data/Ano               | Prêmio       | Categoria/Lista                     | Indicação                  | Resultado | Ref.  |
| ---------------------- | ------------ | ----------------------------------- | -------------------------- | --------- | ----- |
| 14 de Julho 14 de 2010 | ESPY Awards  | Best Record-Breaking Performance    | John Isner e Nicolas Mahut | Venceu    | [ 7 ] |
| 2010                   | Revista Time | Top 10 - Momentos Esportivos do Ano | A Partida                  | Incluído  | [ 8 ] |

## Honrarias
- Esta partida ganhou uma placa, que se encontra na Quadra 18, que foi onde a partida foi disputada.

## Recordes
Ao todo, esta partida detém 9 recordes, a saber:
- Partida mais longa da história do tênis (11 horas e 5 minutos).
- Set mais longo da história do tênis (5º set: 8 horas e 11 minutos).
- Partida com mais games disputados (183).
- Mais games disputados em um set de tênis (138 games disputados no 5º set).
- Maior número de aces conseguidos por 1 jogador em  partida (Isner, 113).[9]
- Maior número de aces em uma partida (216 aces. Além do recorde anterior de 113 conseguido por Isner, o Mahut conseguiu 103 aces, o que lhe dá o 2º maior número de aces numa partida).[9]
- Maior número de games de serviço disputados consecutivamente (168: 84 para cada um).[10]
- Maior número de games disputados numa partida tanto por um vencedor (92) quanto por um perdedor (91).
- Maior número de pontos conquistados em uma partida (Mahut, 502).[11][12]